# Gastón Mazzacane
Gaston Mazzacane (* 8. května 1975 La Plata) je argentinský automobilový závodník.
Začínal ve 14 letech na motokárách. Hned v prvním roce 1989 dokončil na druhém místě v argentinském šampionátu motokár. V roce 1990 byl druhý ve třídě 125 cm³, následující rok byl ve stejné třídě třetí a stal se metropolitním šampiónem v třídě 125 cm³.
Od roku 1992 se účastnil mistrovství Argentiny cestovních vozů a v celkovém pořadí byl na 4. místě.

## Formule 3
V roce 1993 vstoupil do jihoamerické série formule 3 v kategorii B s vozem Dallara 389 Alfa Romeo. V šampionátu skončil na druhém místě, když 5 x zvítězil a 3x startoval z první pozice na startu.
V roce 1995 se vrátil do Formule 3, tentokrát musí čelit konkurenci výborně obsazeného italského šampionátu a s vozem Dallara 359 Mugen Honda v týmu B.V.M obsazadil 11. místo.
| Rok  | 1  | 2  | 3  | 4  | 5  | 6  | 7  | 8  | 9  | 10 | 11 | 12 | 13 | 14 | 15 | 16 | 17 | 18 | 19 | 20 | Pořadí    | Body |
| ---- | -- | -- | -- | -- | -- | -- | -- | -- | -- | -- | -- | -- | -- | -- | -- | -- | -- | -- | -- | -- | --------- | ---- |
| 1995 | 01 | 02 | 03 | 04 | 05 | 06 | 07 | 08 | 09 | 10 | 11 | 12 | 13 | 14 | 15 | 16 | 17 | 18 | 19 | 20 | 11. místo | ?    |

## Formule 2000
V roce 1994 odešel do Itálie, aby se účastnil italského šampionátu Formule 2000. S vozem Dallara 392 VW s týmem R.C.Motosport byl objevem roku a stal se šampiónem do 23 let, když zvítězil ve třech závodech, dvakrát byl druhý a 4x startoval z pole position. Se stejným týmem startoval ve dvou závodech formule 3. V Misanu testoval formuli 3000.

## Formule 3000
V roce 1996 vstoupil s týmem Autosport Racing do mezinárodního mistrovství Formule 3000, ale na bodované umístění nedosáhl. Situace se opakovala i následující rok. Proto se rozhodl odejít k týmu Andromega a v roce 1998 získal první body v šampionátu.
| Rok  | 1   | 2   | 3   | 4   | 5   | 6   | 7   | 8   | 9   | 10  | 11  | 12  | Pořadí    | Body |
| ---- | --- | --- | --- | --- | --- | --- | --- | --- | --- | --- | --- | --- | --------- | ---- |
| 1996 | Něm | Fra | Ita | Něm | GB  | Bel | Fra | Por | Ita | Něm | *   | *   | *         | **   |
| 1997 | GB  | Fra | Fin | Něm | Ita | Něm | Rak | Bel | Ita | Špa | *   | *   | *         | **   |
| 1998 | Něm | Ita | Špa | GB  | Mon | Fra | Rak | Něm | Hun | Bel | Ita | Něm | 19. místo | 2    |

Vozy / Tým
- 1996 Lola T96/50 Zytek KV/ Auto Sport Racing
- 1997 Lola T96/50 Zytek KV/ Auto Sport Racing
- 1998 Lola T96/50 Zytek KV/ Astromega

## Formule 1
V roce 1999 testoval Minardi ve Formuli 1, mezitím jezdil prototypy s Ferrari 333 SP v celé sérii skončil desátý, když zvítězil v Magny Cours.
První příležitost ve Formuli 1 dostal od Minardi, ale byl nejlépe osmý v Grand Prix Evropy 2000. Další rok jezdil u stáje Prost, ale po 4 velkých cenách opustil tým i Formuli 1.

## Kompletní výsledky ve Formuli 1
| Legenda k tabulce | Legenda k tabulce                                                                       |
| Barva             | Výsledek                                                                                |
| ----------------- | --------------------------------------------------------------------------------------- |
| Zlatá             | Vítěz                                                                                   |
| Stříbrná          | 2. místo                                                                                |
| Bronzová          | 3. místo                                                                                |
| Zelená            | Bodované umístění                                                                       |
| Modrá             | Nebodované umístění                                                                     |
| Modrá             | Dokončil neklasifikován (NC)                                                            |
| Fialová           | Odstoupil (Ret)                                                                         |
| Červená           | Nekvalifikoval se (DNQ)                                                                 |
| Červená           | Nepředkvalifikoval se (DNPQ)                                                            |
| Černá             | Diskvalifikován (DSQ)                                                                   |
| Bílá              | Nestartoval (DNS)                                                                       |
| Bílá              | Závod zrušen (C)                                                                        |
| Světle modrá      | Pouze trénoval (PO)                                                                     |
| Světle modrá      | Páteční testovací jezdec (TD)                                                           |
| Bez barvy         | Netrénoval (DNP)                                                                        |
| Bez barvy         | Vyřazen (EX)                                                                            |
| Bez barvy         | Nepřijel (DNA)                                                                          |
| Bez barvy         | Odvolal účast (WD)                                                                      |
| Bez barvy         | Nezúčastnil se (prázdné)                                                                |
| Označení          | Význam                                                                                  |
| Tučnost           | Pole position                                                                           |
| Kurzíva           | Nejrychlejší kolo                                                                       |
| †                 | Jezdec nedojel do cíle, ale byl klasifikován, protože odjel více než 90 % délky závodu. |
| ‡                 | Byl udělován poloviční počet bodů, protože bylo odjeto méně než 75 % délky závodu.      |
| Horní index       | Umístění bodujících jezdců ve sprintu                                                   |

| Rok  | Tým                          | Šasi        | Motor         | 1       | 2       | 3      | 4       | 5      | 6     | 7       | 8      | 9       | 10     | 11     | 12      | 13     | 14     | 15      | 16     | 17     | Umístění  | Body |
| ---- | ---------------------------- | ----------- | ------------- | ------- | ------- | ------ | ------- | ------ | ----- | ------- | ------ | ------- | ------ | ------ | ------- | ------ | ------ | ------- | ------ | ------ | --------- | ---- |
| 2000 | Telefonica Minardi Fondmetal | Minardi M02 | Fondmetal V10 | AUS Ret | BRA 10  | SMR 13 | GBR 15  | ESP 15 | EUR 8 | MON Ret | CAN 12 | FRA Ret | AUT 12 | GER 11 | HUN Ret | BEL 17 | ITA 10 | USA Ret | JPN 15 | MAL 13 | 21. místo | 0    |
| 2001 | Prost Acer                   | Prost AP04  | Acer V10      | AUS Ret | MAL Ret | BRA 12 | SMR Ret | ESP    | AUT   | MON     | CAN    | EUR     | FRA    | GBR    | GER     | HUN    | BEL    | ITA     | USA    | JPN    | 25. místo | 0    |

## IRL
V roce 2002 odešel na severoamerický kontinent, aby zde testoval ovály v sérii IRL s vozem Dallara Chevrolet v týmu Sam Schmidt Motosport.

## American Le Mans Series
V roce 2003 připravoval a testoval vůz Lamborghini GTR v divizi GT pro americký tým Vici Racing Rona Meixnera.
V roce 2003 dále testoval vozy BMW pro evropskou sérii cestovních vozů.

## Champcar série
Od roku 2004 je členem týmu Dale Coyne Racing v sérii Cham car a pilotuje vůz Lola Cosworth B2/00
| Rok  | 1  | 2  | 3  | 4  | 5  | 6  | 7  | 8  | 9  | 10 | 11 | 12 | 13 | 14 | Pořadí    | Body |
| ---- | -- | -- | -- | -- | -- | -- | -- | -- | -- | -- | -- | -- | -- | -- | --------- | ---- |
| 2004 | 01 | 02 | 03 | 04 | 05 | 06 | 07 | 08 | 09 | 10 | 11 | 12 | 13 | 14 | 17. místo | 34   |